# Campionati europei juniores di bob 2019
I Campionati europei juniores di bob 2019 sono stati la seconda edizione della manifestazione continentale juniores organizzata dalla Federazione Internazionale di Bob e Skeleton; si sono disputati per il bob a quattro maschile il 12 gennaio a Innsbruck, in Austria, sulla Olympia Eiskanal Innsbruck, mentre per il bob a due maschile e femminile si tennero il 25 e il 26 gennaio a Sigulda, in Lettonia, sulla pista Siguldas bobsleja un kamaniņu trase. Sono stati assegnati i titoli continentali juniores nelle due distinte categorie Under 26 e Under 23
In questa seconda edizione il campionato si disputò in un unico appuntamento, nel formato gara nella gara, in concomitanza con l'ultima tappa della Coppa Europa 2018/2019 e le relative graduatorie vennero estratta dalla suddetta gara  di Coppa Europa.

## Risultati under 26

### Bob a due donne
La gara si è disputata il 25 gennaio 2019 a Sigulda nell'arco di due manches e hanno preso parte alla competizione 3 equipaggi, tutti in rappresentanza della Russia.
| Pos. | Atlete                               | Nazione | Tempo   | Distacco |
| ---- | ------------------------------------ | ------- | ------- | -------- |
|      | Alena Osipenko Aleksandra Iokst      | Russia  | 1'44"64 |          |
|      | Juliana Timirzjanova Elnara Šafikova | Russia  | 1'55"35 | +10"71   |
| DSQ  | Aleksandra Čisljaeva Elina Ischakova | Russia  | -       | -        |

### Bob a due uomini
La gara si è disputata il 26 gennaio 2019 a Sigulda nell'arco di due manches e hanno preso parte alla competizione 7 equipaggi in rappresentanza di 4 differenti nazioni.
| Pos. | Atleti                                   | Nazione  | Tempo   | Distacco |
| ---- | ---------------------------------------- | -------- | ------- | -------- |
|      | Ralfs Bērziņš Dāvis Spriņģis             | Lettonia | 1'39"84 |          |
|      | Rostislav Gajtjukevič Vladislav Žarovcev | Russia   | 1'40"11 | +0"27    |
|      | Hans Peter Hannighofer Christian Ebert   | Germania | 1'40"14 | +0"30    |
| 4    | Richard Oelsner Paul Hensel              | Germania | 1'40"29 | +0"45    |
| 5    | Danila Saveliev Dmitrij Mycyk            | Russia   | 1'41"01 | +1"17    |

### Bob a quattro uomini
La gara si è disputata il 12 gennaio 2019 a Innsbruck nell'arco di due manches e hanno preso parte alla competizione 10 equipaggi in rappresentanza di 6 differenti nazioni.
| Pos. | Atleti                                                                     | Nazione  | Tempo   | Distacco |
| ---- | -------------------------------------------------------------------------- | -------- | ------- | -------- |
|      | Patrick Baumgartner Mattia Variola Lorenzo Bilotti Alex Verginer           | Italia   | 1'42"80 |          |
|      | Rostislav Gajtjukevič Vladislav Žarovcev Dmitrij Zachrjapin Nikolaj Kozlov | Russia   | 1'43"02 | +0"22    |
|      | Richard Oelsner Henrik Bosse Costa Laurenz Eric Strauss                    | Germania | 1'43"05 | +0"25    |
| 4    | Bennet Buchmüller Bastian Heber Nils Dabrunst Erec Maximilian Bruckert     | Germania | 1'43"14 | +0"34    |
| 5    | Jonas Jannusch Christian Röder Christian Ebert Benedikt Hertel             | Germania | 1'43"23 | +0"43    |

## Risultati under 23

### Bob a due donne U23
La gara si è disputata il 25 gennaio 2019 a Sigulda nell'arco di due manches e hanno preso parte alla competizione 2 equipaggi in rappresentanza di 2 differenti nazioni.
| Pos. | Atlete                              | Nazione | Tempo   | Distacco |
| ---- | ----------------------------------- | ------- | ------- | -------- |
|      | Ljubov' Černych Julija Belomestnych | Russia  | 1'43"54 |          |
|      | Margot Boch Carla Senechal          | Francia | 1'46"15 | +2"61    |

### Bob a due uomini U23
La gara si è disputata il 26 gennaio 2019 a Sigulda nell'arco di due manches e hanno preso parte alla competizione 5 equipaggi in rappresentanza di 4 differenti nazioni.
| Pos. | Atleti                         | Nazione    | Tempo   | Distacco |
| ---- | ------------------------------ | ---------- | ------- | -------- |
|      | Mihai Tentea Ciprian Daroczi   | Romania    | 1'39"98 |          |
|      | Helvijs Babris Edgars Nemme    | Lettonia   | 1'40"79 | +0"81    |
|      | Dāvis Kaufmanis Edgars Pirogs  | Lettonia   | 1'42"38 | +2"40    |
| 4    | Pavol Táborský Milan Haborák   | Slovacchia | 1'45"85 | +5"87    |
| DSQ  | Jonas Jannusch Benedikt Hertel | Germania   | -       | -        |

### Bob a quattro uomini U23
La gara si è disputata il 12 gennaio 2019 a Innsbruck nell'arco di due manches e hanno preso parte alla competizione 2 equipaggi in rappresentanza di 2 differenti nazioni.
| Pos. | Atleti                                                      | Nazione  | Tempo   | Distacco |
| ---- | ----------------------------------------------------------- | -------- | ------- | -------- |
|      | Mihai Tentea Raul Dobre Ciprian Daroczi Andrei Bugheanu     | Romania  | 1'43"38 |          |
|      | Ralfs Bērziņš Lauris Kaufmanis Edgars Nemme Dāvis Kaufmanis | Lettonia | 1'43"66 | +0"28    |

## Medagliere
| Posizione | Nazione  | Oro | Argento | Bronzo | Totale |
| --------- | -------- | --- | ------- | ------ | ------ |
| 1         | Russia   | 2   | 3       | 0      | 6      |
| 2         | Romania  | 2   | 0       | 0      | 2      |
| 3         | Lettonia | 1   | 2       | 1      | 4      |
| 4         | Italia   | 1   | 0       | 0      | 1      |
| 5         | Francia  | 0   | 1       | 0      | 1      |
| 6         | Germania | 0   | 0       | 2      | 2      |
| Totale    | Totale   | 6   | 6       | 3      | 15     |